# José Valdivieso
José Valdivieso (San Martín, 21 giugno 1921 – 8 aprile 1996) è stato un calciatore e allenatore di calcio argentino.
In attività giocava nel ruolo di difensore. Da allenatore vinse una Taça de Portugal.

## Palmarès

### Giocatore

#### Competizioni nazionali
- Coppa Eva Duarte: 1

Atletico Madrid: 1951

### Allenatore

#### Competizioni nazionali
- Coppa del Portogallo: 1

Benfica: 1958-1959
- Campionato venezuelano: 1

Deportivo Galicia: 1964